# مشهد الحدادة
مشهد حدادة (المعروف أيضًا باسم مشهد حدادة # 1 وأيضا يسمى مشهد الحدادة) فيلم قصير صامت أبيض وأسود أمريكي اصدر عام 1893 من إخراج ويليام كينيدي ديكسون ، المخترع الإسكتلندي الفرنسي الذي طور أول كاميرا متحركة تعمل بكامل طاقتها، بينما كان يعمل مع توماس إديسون. فيلم مهم تاريخيًا كأول فيلم كينتوسكوب تم عرضه في معرض عام في 9 مايو 1893 ، وهو أقرب مثال معروف للممثلين الذين يؤدون دورًا في فيلم. بعد 102 عام، في عام 1995 تم اختيار مشهد الحدادة للحفاظ عليها في السجل الوطني للأفلام بالولايات المتحدة من قبل مكتبة الكونغرس على أنها «ذات أهمية ثقافية أو تاريخية أو جمالية». إنه ثاني أقدم فيلم مدرج في التسجيل، بعد قيلم رياضي نيوارك (1891). تم العثور على طبعة 35 مم متبقية من هذا الفيلم في متحف هنري فورد. مصدر حفظ نسخة سلبية التي يحتفظ بها أرشيف متحف الفن للفنون الحديثة. توجد نسخة أخرى في حديقة توماس إديسون الوطنية التاريخية ، تديرها وكالة خدمة الحديقة الوطنية، نظرًا لانتهاء الفيلم قبل عام 1923 ، انتهت صلاحية حقوق الطبع والنشر الخاصة به ؛ وهي متاحة مجانًا على شبكة الويب العالمية.

## روابط خارجية
- مشهد الحدادة على موقع IMDb (الإنجليزية)
- مشهد الحدادة على موقع أول موفي (الإنجليزية)
- مشهد الحدادة على موقع فيلمافينيتي (الإسبانية)
- مشهد الحدادة على موقع قاعدة بيانات الفيلم (الإنجليزية)
- مشهد الحدادة على موقع ليتربوكسد (الإنجليزية)
- مشهد الحدادة على موقع كينوبويسك (الروسية)